# Thecla posetta
Thecla posetta är en fjärilsart som beskrevs av Dyar 1914. Thecla posetta ingår i släktet Thecla och familjen juvelvingar. Inga underarter finns listade i Catalogue of Life.